# Dreadman
Dreadman – album zespołu R.A.P. wydany w 1997 roku przez wytwórnię Zima Records. Zawiera nagrania z występu, który odbył się w gliwickim klubie "Gwarek" 28 lutego 1986 roku oraz utwory wykonywane przez Jacka Szafira po rozpadzie zespołu.

## Lista utworów
1. "Eastern Fire" – 3:49
2. "Prayer to Jah" – 5:41
3. "Dreadman" – 4:37
4. "Ghetto" – 8:31
5. "We Ah Goh Someh" – 3:26
6. "Conscious Smoking" – 6:17
7. "My Woman's Gone (Live)" – 4:45
8. "I Stand (Live)" – 4:37
9. "Ghetto (Live)" – 8:55
10. "Dreadman (Live)" – 4:17
11. "Wash Brain Education (Live)" – 0:22
12. "Having a Party Tonight" – 3:45
13. "Żołnierz" – 4:20

- Utwór 1 – Jacek Szafir + Disciples
- Utwór 2 – Jacek Szafir + Michael Kahl
- Utwory 5 i 12 – Jack Szafir + Addis
- Utwory 3–4, 6–11, 13 – koncert R.A.P. w gliwickim klubie "Gwarek" 28 lutego 1986 roku

## Skład
- Jacek Szafir – wokal, instr. perkusyjne, konga
- Marek Rogowski – wokal, instr. klawiszowe, harfa, instr. perkusyjne
- Jerzy Mercik – wokal, instr. klawiszowe, harfa, instr. perkusyjne
- Ireneusz Zawadzki – gitara
- Wojciech Jaczyczko – gitara basowa, harfa
- Dariusz Mazurkiewicz – perkusja

Realizacja:
- Jacek Szafir, Jacek Kowalski (Live), RAP Brethren – realizacja nagrań